# 4570 Ранкорн
4570 Ранкорн (4570 Runcorn) — астероїд головного поясу, відкритий 14 серпня 1985 року.
Тіссеранів параметр щодо Юпітера — 3,654.